# Xanthocanace orientalis
Xanthocanace orientalis är en tvåvingeart som först beskrevs av Friedrich Georg Hendel 1913.  Xanthocanace orientalis ingår i släktet Xanthocanace och familjen Canacidae. Inga underarter finns listade i Catalogue of Life.